# Спорт у Немачкој
Спорт у Немачкој је важан део немачке културе и друштва. Године 2006. око 27,5 милиона људи су били чланови у више од 91.000 спортских клубова у Немачкој. Готово све спортске клубове представља Немачка олимпијска спортска федерација.

## Историја
Фридрих Лудвиг Јан, познат као отац гимнастике, рођен је 1778. године и радио је као помоћни учитељ у Берлину. Отворио је прву немачку гимназију на отвореном, на пролеће 1811. Његове активности посебно су биле усмерене на омладину, са којом је у поподневним часовима одлазио на терен.
Јан је развио познату гимнастичку опрему, изумео и нове справе. Својим главним списом Die Deutsche Turnkunst (1816) развио је гимнастику у независну врсту спорта, па се активности у теретани нису ограничавале само на једноставне физичке вежбе.
Јанове идеје су приказиване на Националном гимнастичком фестивалу у Кобургу 1860. године, Берлину 1861. године и Лајпцигу 1863. Натпис на његовој кући Frisch, Fromm, Fröhlich, Frei, у преводу „свеж, побожан, весео, слободан”, постао је основна идеја немачког гимнастичког покрета.
Нацистичка влада је 1934. године основала Deutscher Reichsbund für Leibesübungen, касније Nationalsozialistischer Reichsbund für Leibesübungen, службено тело Трећег рајха које управљања спортом. Сва остала немачка спортска удружења постепено су изгубила слободу и зависила су од овог. Организацију је 1945. године расформирала америчка војна влада.

## Олимпијске игре
У вечној табели освојених медаља олимпијским играма до 2006. године Немачка се налази на петом, Источна Немачка на седмом, а Западна Немачка на двадесет првом месту. Када се све медаље саберу, Немачка је на трећем месту. Ако се рачунају само медаље са Зимских олимпијских игара свих немачких држава, она је држава са највише медаља.
Немачка је два пута била домаћин Летњих олимпијских игара, у Берлину 1936. и у Минхену 1972. Немачка је била домаћин Зимских олимпијских игара 1936. године.
Немачка је освојила највише медаља током Зимских олимпијских игара у Торину 1992, 1998, 2002. и 2006. године. Источна Немачка је освојила највише златних медаља на Зимским олимпијским играма 1984.

## Фудбалски савез
Фудбал је најпопуларнији спорт у Немачкој. Са укупно 26.000 клубова и 178.000 тимова, немачки фудбал финансира држава.
Немачка фудбалска лига највишег нивоа, позната као Бундеслига, има највећу просечну посећеност било које фудбалске лиге на свету. Од сезоне 2019—20, Бундеслига се налази на трећем месту на УЕФА ранг листи, која се заснива на учинку клубова у УЕФА Лиги шампиона и УЕФА Лиги Европе.
Поред националне лиге, Светско првенство и Европско првенство привлаче велику пажњу становништва.
Бајерн Минхена је најуспешнији немачки фудбалски клуб, са 30 државних шампионата, 20 националних купова и 6 титула европских првака, као и неколико других међународних титула. Као и многи други немачки фудбалски клубови, и Бајерн Минхена је мулти-спортски клуб.
Фудбалска репрезентација Немачке једна је од традиционалних сила међународног фудбала. Освојила је Светско првенство 1954, 1974, 1990. и 2014. године и Европско првенство 1972. и 1980. када је Западна Немачка била домаћин Европског првенства 1988, а 1996. године као Немачка. Такође, биће домаћин предстојећег Европског првенства 2024. Освојили су Куп конфедерације 2017. године. Мирослав Клозе је водећи стрелац репрезентације са 71 голом, као и Франц Бекенбауер који је један од ретких људи на свету који је освојио Светско првенство и као тренер и као играч. Немачка је била домаћин Светског првенства 1974. и 2006. године, завршивши на трећем месту након што је изгубила у полуфиналну од репрезентације Италије.
Женска репрезентација је такође веома успешна, победили су на Светском првенству 2003. и 2007. године, чинећи Немачку једином државом која је освојила и мушко и женско Светско првенство и европске титуле.

## Бенди
Бенди се играо у Немачкој почетком 20. века, али су се играчи и публика тада окренули фудбалу и хокеју на леду. Спорт је поново уведен у 21. веку, оснивањем Немачког удружења бенди 2013. године. Државно првенство одржава се сваке зиме од 2014—15.

## Хокеј на леду
Хокеј на леду један је од најпопуларнијих спортова у Немачкој, иако је по гледаности рангиран далеко иза фудбала. Постоји много лига, али најбоља је хокејашка лига Немачке. У репрезентацији Немачке наступило је неколико истакнутих садашњих и бивших играча националних хокејашких лига, међу којима су освајачи Хартовог меморијалног тофеја: Леон Драјзајтл, Филип Грубауер, Доминик Кахун, Кристијан Ерхоф, Денис Сајденберг, Томас Грајс и Филип Гогула. Мушка репрезентација тренутно је на осмом месту у свету.
Године 2010. Манхајм и Келн били су домаћини Светског првенства. Немачка је победила Сједињене Америчке Државе у уводној утакмици Светског првенства 2010. пред рекордном публиком од 77.803 у Фелтинс арени у  Гелзенкирхену. На крају првенства, освојила је четврто место. Дениса Ендраса је међународна хокејашка федерација прогласила најбољим голманом турнира, а медији најбољим голманом и највреднијим играчем.

## Кошарка
Заједно са фудбалом, хокејом на леду и рукометом, кошарка у Немачкој је међу најпопуларнијим спортовима. Бундеслига је лига највишег нивоа професионалне клупске кошарке у Немачкој.
Један од најпопуларнијих спортиста је Дирк Новицки, који је играо у НБА за Далас маверикси. Играо је у четрнаест НБА Ол-стар меча и дванаест пута је изабран у идеални тим НБА. Године 2007. постао је први играч који је потпуно трениран ван САД-а, проглашен је најкориснијим играчем НБА.
Највећи успеси кошаркашке репрезентације су победа на Европском првенству 1993, сребрна медаља на Европском првенству 2005. и бронзана медаља на Светском првенству 2002.

## Рукомет
Немачка се заједно са Данском сматра родним местом рукомета. Прва утакмица модерне ере званично је одржана 29. октобра 1917. у Берлину. Карл Шеленц развио је већину правила савременог рукомета. Учествовали су на Летњим олимпијским играма 1936. Прва међународна утакмица одиграна је 3. септембра 1925. године између Немачке и Аустрије.
Сматра се да је рукомет други најпопуларнији тимски спорт у Немачкој. У анкети Repucom од укупног броја популације 33% се изјаснило да им је поред фудбала омиљени спорт рукомет, 25% кошарка, 24% хокеј на леду и 11% одбојка. Репрезентација привлачи велику пажњу и око 16 милиона ТВ гледалаца пратило је како је Немачка победила Пољску на Светском првенству 2007. године, као и 13 милиона током финала Европског купа 2016. године. Рукомет представља други тимски спорт у Немачкој са приближно 750.000 активних регистрованих играча широм земље од 2016. Током Бундеслиге, сезоне 2014—15. утакмица између Рајн-Некар Левена и Хамбургера оборила је светски рекорд рукометних утакмица са 44.189 гледалаца у Комерцбанк арени оборивши претходни рекорд од 36.651 гледаоца.
Немачка је три пута освајала Светско првенство, 1938, 1978. и 2007. Два пута су освојили Европског првенство 2004. и 2016. године. На Летњим олимпијским играма освојили су једну златну медаљу (1936), две сребрне (1984 и 2004) и једну бронзану (2016).
Рукометна Бундеслига важи за најконкурентнију професионалну лигу на свету и неколико тимова је освојило Лигу шампиона. Укупно деветнаест пута је тим Немачке освојио Лигу шампиона 2017. године, што је више од било које нације. Најуспешнији тим у Немачкој је Кип који је освојио двадесет титула као и три Лиге шампиона. Они су једини тим у немачкој спортској историји која је успело да прође целу сезону (2011—2012), а да не изгуби ниједну утакмицу.

## Мото-спорт
Немачка је једна од водећих земаља мото-спорта на свету. Михаел Шумахер, Себастијан Фетел и Нико Розберг били су прваци света формуле 1 (заједно су освојили дванаест титула), а Валтер Рерл је једини светски шампион Немачке (освојио је две титуле). Јохен Ринт, који је 1970. био светски првак формуле 1, рођен је у Немачкој, али се такмичио са аустријском лиценцом.
Шумахер је поставио нови рекорд када је надмашио Хуана Мануела Фанхиа са пет шампионата, рекорд који је од 1957. трајао 46 година. Био је најплаћенији спортиста у историји, са годишњом платом од око 70 милиона америчких долара. Према часопису Eurobusiness, 2005. године постао је први спортиста милијардер на свету. Сматрају га једним од највећих покретача свих времена; када се први пут повукао на крају сезоне 2006, учествовао је на седам шампионата и постигао је све значајнији Ф1 рекорд. Вратио се у мото-спорт 2010. године, у августу 2011. прославио је двадесет година у Ф1 и по други пут се повукао на крају сезоне 2012. године.
Године 2010. Фетел је постао најмлађи возач икада који је освојио Светско првенство, такође је успешно одбранио титулу 2011, 2012. и 2013. Пре него што је освојио своје прво Ф1 првенство, Фетел је већ био најмлађи који је икада возио формулу 1 и завршио је као вицешампион првенства.
Године 2016. Нико Розберг је постао трећи немачки возач који је освојио Светско првенство формуле 1.
DTM се сматра једном од најбољих серија туристичких аутомобила на свету. Возачи формуле 1 су Мика Хекинен, Жан Алези и други. Трке се одржавају углавном у Немачкој, али неке трке се дешавају и другде у Европи.
Од 1970. године домаћин је годишње Nürburgring, једне од највећих светских тркачких дисциплина са преко 200 тимова који учествују и преко 800 возача и међу стотинама хиљада гледалаца који кампују дуж тркачке стазе.

## Зимски спортови
Немачка је једна од најуспешнијих нација у зимским спортовима. Једина држава су на свету која има четири стазе за боб, скијање и скелет. Ове стазе се налазе у Алтенбергу, Шенау ам Кенигсзу, Оберхофу и Винтербергу.

### Боб
Немачка је дуго била доминантна у бобу, освојивши више медаља на Зимским олимпијским играма него било која друга држава осим Швајцарске. Међутим, ако се рачунају заједно освојене медаље Источне и Западне Немачке од 1949. до 1990. године, број освојених медаља у Немачкој је готово двоструко већи од броја швајцарских медаља.

### Санкање
У санкању, Немачка је такође била доминантна. Међу познатим скијашима су Георг Хакл, Клаус Бонзак, Маргит Шуман, Давид Мелер, Феликс Лох, Зилке Краусхар-Пилах, Зилке Ото и Татјана Хифнер. Од 117 олимпијских медаља Немачка је освојила 70.
У скелетону, Немачка је била доминантна.

### Биатлон
Биатлон је постао један од најпопуларнијих зимских спортова у Немачкој у последњих неколико година. Освојила је 59 олимпијских медаља у биатлону, више него било која друга нација, и освојила је злато. Међу најуспешнијим немачким биатлонцима су Франк-Петер Реч, Михаел Грајс, Свен Фишер, Рико Грос, Франк Лук, Андреа Хенкел, Кати Вилхелм, Магдалена Нојнер и Лаура Далмајер.

### Скијашки скокови
Заједно са биатлоном, скијашки скокови су најпопуларнији зимски спортови у Немачкој, јер ТВ емисије редовно привлаче пет милиона гледалаца. Јенс Вајсфлог је најуспешнији немачки скакач и био је један од најбољих конкурената на свету од средине 1980-их до средине 1990-их. Међу осталим истакнутим спортистима су Ханс-Георг Ашенбах, Свен Ханавалд, Мартин Шмит и Северин Фројнд. Две од четири турнеје четири скакаонице одржавају се на немачким брдима, у Оберстдорфу и Гармиш-Партенкирхену.

### Нордијска комбинација
Немачки спортисти били су такмичари у нордијској комбинацији. Такмичари који су освајали титуле су Георг Тома, Улрих Велинг, Херман Вајнбух, Рони Акерман и Ерик Френцел.

### Алпско скијање
Немачка је постигла велики успех у алпском скијању. Најуспешнији немачки алпски скијаши углавном су биле жене. Феликс Нојројтер је најуспешнији немачки скијаш. Рози Митермајер, Катја Зејцингер и Марија Хефл-Риш освојиле су више светских титула.

### Брзо клизање
У брзом клизању Немачка је била главна сила, посебно у женској конкуренцији. Клаудија Пехштајн освојила је девет олимпијских медаља на дуге стазе, више него било који други клизач.

### Уметничко клизање
Оскар Улиг је победио на Европском првенству 1891. године. Најпознатија немачка уметничка клизачица је Катарина Вит, двострука освајачица златне олимпијске медаље 1980-их.

### Керлинг
Немачка је редовни такмичар у керлингу откако је спорт поново уведен на Зимским олимпијским играма 1998. Освојили су Светско првенство 1992. и 1994. године.

### Бенди
Иако је бенди редак спорт у земљи, репрезентација се квалификовала за Дивизију А Светског првенства 2017.

## Тенис
Два најуспешнија немачка тенисера свих времена су Штефи Граф и Борис Бекер.
Бекер је на Вимблдону постао најмлађи појединачни шампион у историји, освојио је шест Гренд слема у синглу и златну олимпијску медаљу заједно са Михаелом Штихом.
Граф је освојила 22 појединачна Гренд слема. Године 1988. постала је прва и једина тенисерка која је освојила сва четири Гренд слема и олимпијску златну медаљу.

## Бициклизам
Бициклизам је популаран спорт у Немачкој и један од највећих возача у новије време Јан Улрих доминирао је Тур де Франсом 1997. године. Он се сматра јединим доследним ривалом Ленса Армстронга, који је неколико пута завршио на другом месту на Тур де Франса. Недавно се Тони Мартин појавио као један од најбољих појединачних бициклиста на свету, победивши на Светском друмском првенству UCI 2011, 2012, 2013. и 2016. Немачка је 2014—2016. победила на Тур де Франсу више пута него било која друга земља. Освојили су Светско друмско првенство UCI 2016. Године 2017. Немачка је четврти пут била домаћин почетка Тур де Франса.

## Шах
Шах је популаран спорт у Немачкој. Има око 84 велемајстора и 242 међународна мајстора. Емануел Ласкер био је познати немачки шахиста који је 27 година био светски шампионат.

## Голф
Године 2007. Немачка је била домаћин три европска турнеја PGA. Првенство 2008. није одржано, настављено је 2009. и поново није 2010. Године 2015. Отворено првенство Европе је заменило овај немачки турнир.
Године 2015. Немачка је била домаћин Солхејм купа.
Бернхард Лангер је први Немац који је освојио првенство. Уједно је и једини играч голфа који је освојио свих пет сениорских турнира. Мартин Кајмер је постао други Немац који је освојио ПГА првенство 2010. Године 2014. је освојио Отворено првенство САД.

## Бокс
Бокс је један од најгледанијих ТВ спортова у Немачкој. Владимир и Виталиј Кличко су међу два најпопуларнија боксера у Немачкој. RTL је навео браћу Кличко као своје најважније богатство, поред фудбала. Последњих година Немачка је постала средиште бокса, а многи међународни боксери путују ван земље. Генри Маске је успешни недавни немачки шампион у боксу.
Макс Шмелинг је био светски шампион у тешкој категорији у професионалном боксу између 1930. и 1932. године. Његове две борбе са Џо Луисом крајем 1930-их прерасле су у светски друштвени догађај због њихових националних удружења. Рангиран је на 55. месту листе Ring Magazine са 100 највећих боксера свих времена.

## Рагби унија
Први немачки рагби тим формиран је на Универзитет у Хајделбергу око 1850. Хајделбергер је основан 1872. као најстарији немачки рагби клуб. Немачка рагби федерација основана је 1900. Исте године освојили су сребрну олимпијску медаљу у рагби јуниону. Данас се репрезентација Немачке такмичи у највишој дивизији Купа европских нација.

## Рагби лига
Августа 2001. рагби лигу је представио Сајмон Купер који је рођен у Халифаксу, његов отац је Немац. Пре тога, неформално су је играла удружења емиграната, попут британских војника и студената. Државно управно тело, рагби немачка лига, придружени је члан европске рагби федерације. Репрезентација је победила у Континенталном штиту Европе 2006. и 2011. године.

## Водени спортови
Водени спортови као што су једрење, веслање, пливање, кајтинг, веикбординг, роњење, риболов и мотонаутика су популарни у Немачкој.

## Амерички фудбал
Историја америчког фудбала у Немачкој започела је 1977. године, када је формиран први клуб. Немачка фудбалска лига је елитна лига америчког фудбала у Немачкој и формирана је 1979. Правила играња заснована су на правилима Националног колеџа спортске асоцијације. Године 1999. лига се преименовала у American-Football-Bundesliga to German Football League.

## Лакрос
Лакрос се игра у Немачкој од 1992. године, са око 5000 играча регистрованих у немачком удружењу.